# Matsumoto Pond
Matsumoto Pond är en sjö i Antarktis. Den ligger i Östantarktis. Nya Zeeland gör anspråk på området. Matsumoto Pond ligger 1 031 meter över havet.